# Hank Finkel
Henry J. Finkel (ur. 20 kwietnia 1942 w Union City) – amerykański koszykarz, występujący na pozycji środkowego, mistrz NBA z 1974.
W 1967, w ramach rozszerzającego draftu, trafił do nowo powstałego  zespołu San Diego Rockets.

## Osiągnięcia
Na podstawie, o ile nie zaznaczono inaczej.
NCAA
- Uczestnik rozgrywek Sweet 16 turnieju NCAA (1965, 1966)
- Zaliczony do III składu All-American (1966 – AP, NABC, UPI)

NBA
- Mistrz NBA (1974)[1]